# Prowincja Gurma
Prowincja Gurma, także Gourma – jedna z 45 prowincji w Burkina Faso.
Prowincja ma powierzchnię ponad 11 tysięcy km². W 2006 roku w prowincji mieszkało ponad 304 tysiące ludzi. W 1996 roku na jej terenach zamieszkiwało ponad 220 tysięcy osób.